# Denis Detcheverry
 (mai 2025).
Si vous disposez d'ouvrages ou d'articles de référence ou si vous connaissez des sites web de qualité traitant du thème abordé ici, merci de compléter l'article en donnant les références utiles à sa vérifiabilité et en les liant à la section « Notes et références ».
Denis Detcheverry, né le 29 avril 1953 à Miquelon-Langlade, est un homme politique français.

## Biographie
Employé d'entreprise publique de formation et agent ERDF, Denis Detcheverry est maire, de 2001 à 2008, puis adjoint au maire, de 2008 à 2014, de Miquelon-Langlade.
Le 26 septembre 2004, il est élu sénateur de Saint-Pierre-et-Miquelon. Il siège au groupe UMP du Sénat jusqu'en 2010, date à laquelle il rejoint le groupe du RDSE. Au Sénat, il est membre de la commission de l'économie, du développement durable et de l'aménagement du territoire ; membre du Comité directeur du Fonds pour l'emploi dans les départements d'outre-mer et la collectivité territoriale de Saint-Pierre-et-Miquelon (FEDOM) ; membre de la Commission d'évaluation des dispositifs de défiscalisation et d'exonération des cotisations sociales outre-mer. Il fut également chargé d'une mission temporaire auprès du Ministre de l'outre-mer. À ce titre, il est membre de la section française de l'Assemblée parlementaire de la francophonie.
Il est battu dès le premier tour des sénatoriales en septembre 2011 par Karine Claireaux.

## Distinctions
- Chevalier de la Légion d'honneur (2018)[1]